# Kristyan Ferrer
Kristyan Antonio Ferrer Medel (Ciudad de México, 14 de febrero de 1995), más conocido como Kristyan Ferrer, es un actor mexicano cuya carrera se ha desarrollado desde 2001. Ha participado en diversas producciones tanto en México como en Estados Unidos, con destacada presencia en festivales internacionales como el Festival de Cine de Cannes y el Festival de Cine de Berlín. Ferrer ha sido distinguido con el prestigioso Premio Ariel, otorgado por la Academia de Ciencias y Artes Cinematográficas, y ha obtenido tres nominaciones adicionales.

### Biografía
Kristyan Ferrer, nacido el 14 de febrero de 1995 en la Ciudad de México, es el menor de tres hermanos y oriundo de Ciudad Nezahualcóyotl. Su madre, estilista de profesión, identificó desde temprana edad su potencial artístico. La oportunidad de incursionar en la actuación se presentó cuando un spot televisivo buscaba un niño actor para la telenovela "Agua y Aceite". Aunque no obtuvo el papel, este evento marcó el inicio de su carrera en televisión en el año 2001, cuando se unió a la reconocida televisora mexicana TV Azteca.
Comenzando como extra, Kristyan Ferrer progresó en su carrera y tuvo la oportunidad de participar en programas unitarios. A medida que demostraba su talento, recibió el reconocimiento que le valió una beca para estudiar actuación bajo la dirección de Juan Carlos Méndez, conocido como "Puro Loco". Esta formación fue fundamental para el desarrollo de sus habilidades actorales y le abrió las puertas en la industria del entretenimiento.

### Carrera artística
En 2001, Kristyan Ferrer hizo su debut en la televisora TV Azteca. Luego, en 2005, tuvo su primera incursión en el teatro con la obra "Beto y el Ciclo Maestro" de Jorge Bortolussi. Su carrera en el cine comenzó en 2007 con la película "Sin nombre", dirigida por Cary Fukunaga. Posteriormente, participó en la película estadounidense "Inhale", dirigida por Baltasar Kormákur.
En 2009, el éxito de "Sin nombre" le abrió oportunidades en otras producciones, siendo llamado para actuar en "El infierno", dirigida por Luis Estrada, y "Días de gracia", de Everardo Gout, esta última le valió su primera nominación al Ariel.
En 2011, tuvo una destacada participación en la película Tercera llamada, de Francisco Franco, mientras que en 2012, protagonizó la cinta "Las horas muertas", de Aarón Fernández. Ese mismo año, formó parte de las películas "Besos de azúcar", de Carlos Cuarón, "La guerra de Manuela Jacovic", de Diana Cardozo, y Guten Tag, Ramón, una coproducción  mexicano-alemana dirigida por Jorge Ramírez Suárez, en la cual interpretó a Ramón, un joven de una ranchería del norte de México que decide buscar a la tía de un amigo en Alemania, enfrentando diversas dificultades en su camino.
En 2015, protagonizó 600 millas, junto al actor inglés Tim Roth, bajo la dirección de Gabriel Ripstein. Esta película fue galardonada como Mejor Ópera Prima en la Berlinale y seleccionada para representar a México en los Premios Óscar. En "600 millas", Kristyan Ferrer interpretó a Arnulfo Rubio, un joven sinaloense involucrado en el tráfico de armas de Estados Unidos a México, mientras que Tim Roth interpretó a Hank Harris, un veterano agente de la ATF.
En 2017, participó en la película "Moronga", dirigida por John Dickie, donde dio vida a Marilyn, un "muxe" involucrado en un conflicto social, al igual que el protagonista Peluco (Matthew O'Leary). También en ese año, formó parte de la puesta en escena "El cielo de los presos", de Mauricio Bañuelos, obra que retrata el movimiento estudiantil en México en 1968.
A lo largo de su carrera, Kristyan Ferrer ha participado en otras películas como "La habitación", producida por Machete Films, y "Extraño pero verdadero", de Michel Lipkes. Además, debutó como protagonista en la serie "Realidad aumentada", que narra la vida de Memo, un joven con síndrome de Asperger. También ha trabajado en series como "Aquí en la Tierra", producida por Gael García Bernal y Kyzza Terrazas.
Participó en la primera y segunda temporada de la serie "Un Extraño Enemigo", junto al actor Daniel Giménez Cacho, para la plataforma PrimeVideo, bajo la dirección de Gabriel Ripstein, quien también dirigió la cinta "600 millas".(600 millas).

En 2022, estrenó la película "Los Minutos Negros", dirigida por Mario Muñoz, por la cual fue acreedor al Premio Ariel de la Academia de Ciencias y Artes Cinematográficas. Recientemente, protagonizó la serie "Colaspo" de la plataforma Vix, ambientada en un México postapocalíptico con escasez de recursos en todas las clases sociales.
Actualmente está presentando la película "Estoy todo lo iguana que se puede", de Julián Robles, en varios festivales, compartiendo créditos con Dolores Heredia y Luisa Huertas, interpretando a un joven poeta con un secreto que sacudirá a la familia.
Kristyan Ferrer tiene en espera el estreno de otras producciones, como "Lluvia", dirigida por Rodrigo García Saiz, y "Hombrecito", dirigida por Miguel Núñez.

## Premios y nominaciones
Premios Ariel
| Año  | Categoría             | Película           | Resultado | Ref.  |  |
| ---- | --------------------- | ------------------ | --------- | ----- |  |
| 2012 | Coactuacion Masculina | Días de gracia     | Nominado  | [ 2 ] |  |
| 2015 | Mejor actor           | Guten Tag, Ramón   | Nominado  |       |  |
| 2016 | Mejor actor           | 600 millas         | Nominado  | [ 3 ] |  |
| 2022 | Coactuacion Masculina | Los Minutos Negros | Ganador   |       |  |

```
Premios CANACINE 
```

| Año  | Categoría                 | Película         | Resultado | Ref.  |
| ---- | ------------------------- | ---------------- | --------- | ----- |
| 2013 | Promesa masculina del año | Días de gracia   | Ganador   | [ 4 ] |
| 2015 | Mejor Actor               | Guten Tag, Ramón | Nominado  |       |
| 2016 | Mejor Actor               | 600 millas       | Ganador   | [ 5 ] |

```
Art Film Fest (Blue Angel Award)
```

| Año  | Categoría   | Película   | Resultado | Ref.  |
| ---- | ----------- | ---------- | --------- | ----- |
| 2015 | Mejor Actor | 600 millas | Ganador   | [ 6 ] |

```
Festival de Cine de Lima
```

| Año  | Categoría   | Película   | Resultado | Ref.  |
| ---- | ----------- | ---------- | --------- | ----- |
| 2015 | Mejor Actor | 600 millas | Ganador   | [ 7 ] |

```
 Festival La Orquídea Cuenca 
```

| Año  | Categoría   | Película   | Resultado |
| ---- | ----------- | ---------- | --------- |
| 2015 | Mejor Actor | 600 millas | Ganador   |

```
Vladivostok Film Festival 
```

| Año  | Categoría   | Película   | Resultado | Ref.  |
| ---- | ----------- | ---------- | --------- | ----- |
| 2015 | Mejor Actor | 600 millas | Ganador   | [ 8 ] |

Diosas de Plata
| Año  | Categoría             | Película         | Resultado | Ref.   |
| ---- | --------------------- | ---------------- | --------- | ------ |
| 2010 | Revelación Infantil   | Sin nombre       | Nominado  | [ 9 ]  |
| 2014 | Coactuación Masculina | Besos de azúcar  | Nominado  | [ 10 ] |
| 2015 | Mejor Actor           | Guten Tag, Ramón | Nominado  | [ 11 ] |
| 2016 | Mejor Actor           | 600 millas       | Ganador   | [ 12 ] |

```
Shorts México - Festival Internacional de Cortometrajes de México 
```

| Año  | Categoría         | Película         | Resultado | Ref.   |  |
| ---- | ----------------- | ---------------- | --------- | ------ |  |
| 2013 | Mejor Actor       | Ratitas          | Ganador   |        |  |
| 2016 | Mejor Actor       | El ocaso de Juan | Ganador   | [ 13 ] |  |
| 2018 | Mejor Actor       | El futuro        | Ganador   |        |  |
| 2022 | Homenaje en corto | Ganador          |           |        |  |

```
Microteatro México 
```

| Año  | Categoría   | Obra         | Resultado | Ref.   |
| ---- | ----------- | ------------ | --------- | ------ |
| 2015 | Mejor Actor | Dificultades | Ganador   | [ 14 ] |

## Filmografía
https://www.imdb.com/name/nm2946712/?ref_=fn_al_nm_1